# Žitenice
Žitenice är en ort i Tjeckien.   Den ligger i regionen Ústí nad Labem, i den nordvästra delen av landet, 60 km norr om huvudstaden Prag. Žitenice ligger 227 meter över havet och antalet invånare är 1 407.
Terrängen runt Žitenice är kuperad norrut, men söderut är den platt. Terrängen runt Žitenice sluttar söderut.Runt Žitenice är det ganska glesbefolkat, med 38 invånare per kvadratkilometer. Närmaste större samhälle är Ústí nad Labem, 14,6 km nordväst om Žitenice. Trakten runt Žitenice består till största delen av jordbruksmark.